# Stavros (ö i Sporaderna)
Stavros (grekiska: Σταυρός) är en mindre, obebodd ö i Grekland. Den ligger strax väster om den större ön Alonnisos, i ögruppen Sporaderna och regionen Thessalien, i den östra delen av landet, 140 km norr om huvudstaden Aten.